# Rosariense Clube da Ribeira Grande
O Rosariense Clube da Ribeira Grande é um clube esportivo da Ribeira Grande, na ilha de Santo Antão no Cabo Verde. Fundado em 26 de março de 1960 e é o segundo clube mais antigo da ilha. No clube há departamentos que incluem o futebol.

## História
Roseriense venceu o primeiro título insular em 1990 e o último em 2011. O clube possui o maior número de títulos regionais, com 4 títulos, um título de taças e três de super-taça de Santo Antão Norte.

## Estádio

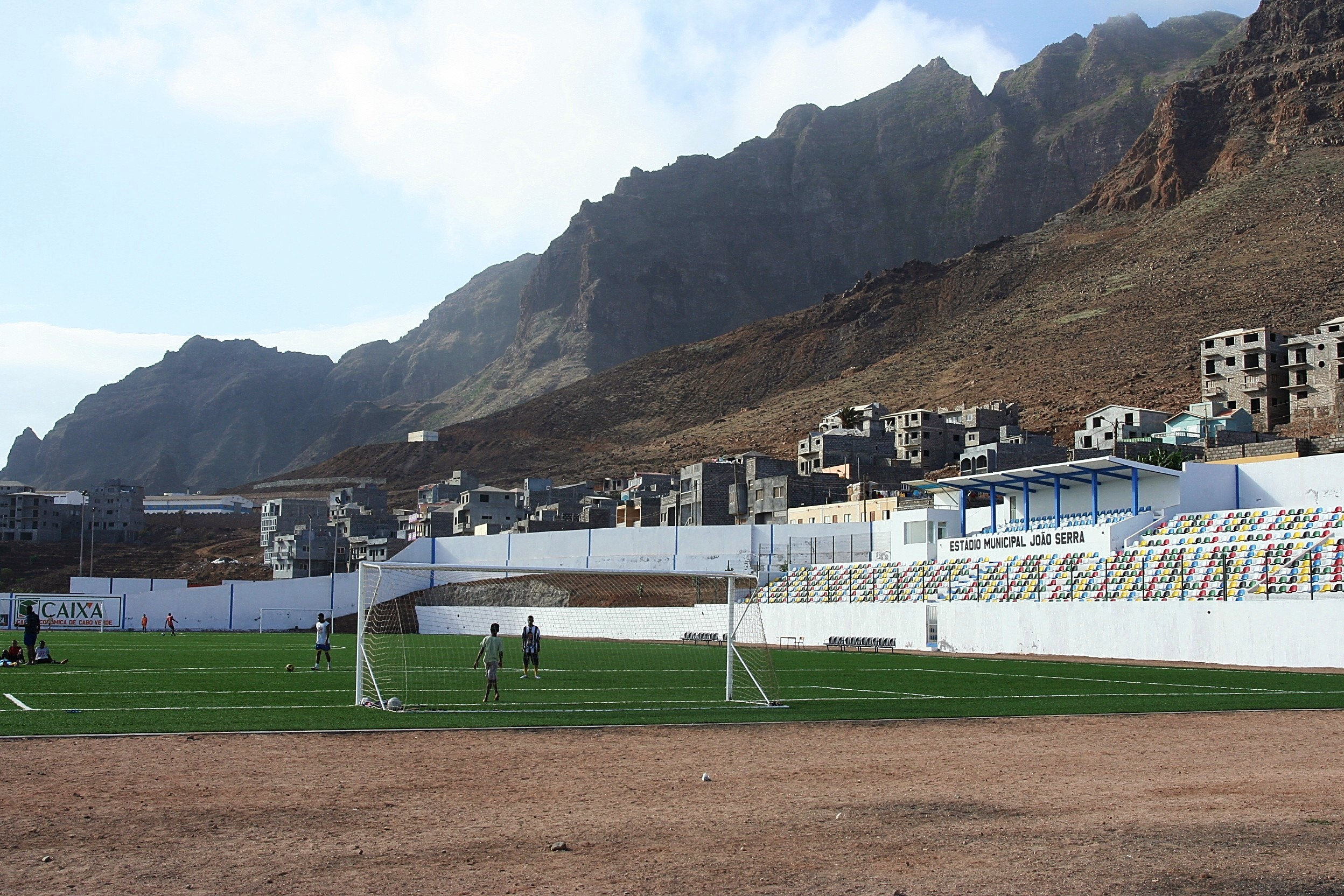
Estádio João Serra, a segunda casa de Ribeira Grande

O jogos do Rosariense são realizados no Estádio João Serra. Outros clubes também jogam no estádio incluindo, Paulense e Solpontense.

## Títulos
- Competições regionais:
  - Campeonato Insular de Santo Antão: 2

1990, 1997-98
- - Campeonato Regional de Santo Antão Norte: 3

1997-98, 2006-07, 2010-11
- - Taça de Santo Antão Norte: 1

2017
- - Super Taça de Santo Antão Norte: 1

2017
- - Torneio de Abertura de Santo Antão Norte: 4

2011, 2016-17, 2017, 2018
- Outros:
  - Torneio do Município da Ribeira Grande: 2

2017, 2018

## Futebol

### Palmarés
| Escalão | Nº Presenças | Títulos | Melhor Classificação |
| I       | 7            |         | Semifinalista        |
| II      | 25-30        | 7       | 1a                   |

### Classificações

#### Nacionais
| Temporada | Div | Pos | Pts   | J | V | E | D | G.M. | G.S. | Diff. |
| 2007      | 1B  | 4   | 7 pts | 5 | 2 | 1 | 2 | 5    | 3    | +3    |
| 2011      | 1B  | 5   | 1 pts | 4 | 0 | 1 | 3 | 4    | 14   | -10   |

#### Regionais
| Temporada | Div | Pos | Pts    | J  | V | E | D | G.M. | G.S. | Diff. |
| 2006-07   | 2   | 1   | -      | -  | - | - | - | -    | -    | -     |
| 2010-11   | 2   | 1   | -      | -  | - | - | - | -    | -    | -     |
| 2013-14   | 2   | 2   | 21 pts | 10 | 6 | 3 | 1 | 24   | 11   | +13   |
| 2014-15   | 2   | 6   | 5 pts  | 10 | 1 | 2 | 7 | 10   | 16   | -6    |
| 2015-16   | 3   | -   | -      | -  | - | - | - | -    | -    | -     |
| 2016-17   | 2   | 1   | 18 pts | 6  | 6 | 0 | 0 | 13   | 3    | +18   |
| 2017-18   | 2   | 2   | 19 pts | 10 | 5 | 4 | 1 | 17   | 7    | +10   |
| 2018-19   | 2   | 2   | 18 pts | 10 | 6 | 0 | 4 | 20   | 7    | +13   |

## Estatísticas
- Melhor posição: 4a (nacional)
- Melhor posição na taça de associação: 1a (regional)
- Melhor posição na competições de taças/copas: 1a (regional)
- Apresentatas na Campeonatos:
  - Nacionais: 4
  - Regionais: c. 35

## Sítio oficial
- Ribeira Grande no Facebook